# Prieuré de Nütschau

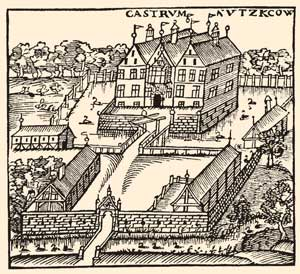
Le manoir de Nütschau

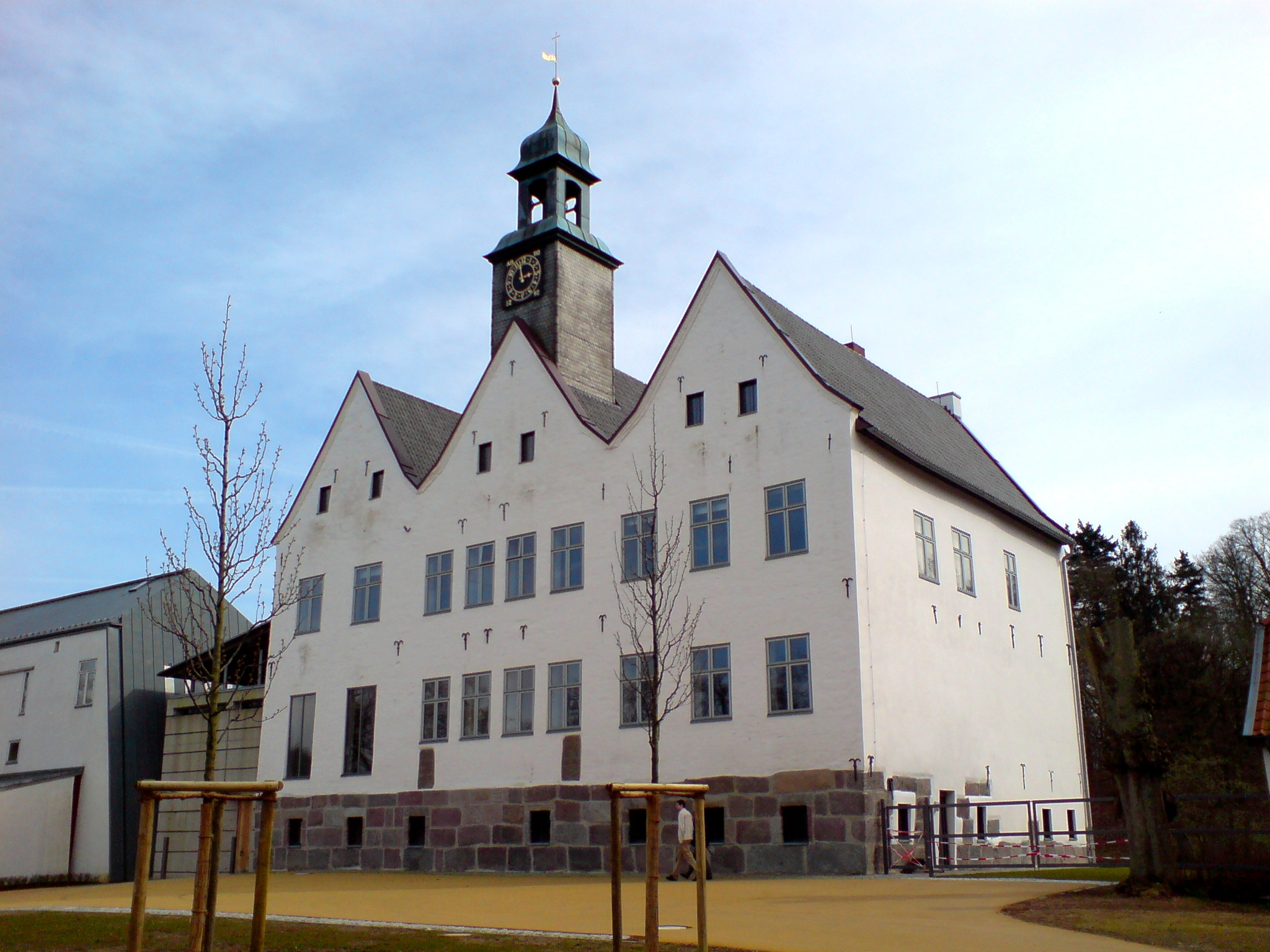
Vue de la façade

Le prieuré Saint-Anschaire de Nütschau (en allemand : Priorat Sankt Ansgar) est un prieuré indépendant bénédictin appartenant à la congrégation de Beuron au sein de la confédération bénédictine. Il a été ouvert en 1951. Il se trouve à Travenbrück, près de Bad Oldesloe dans le Schleswig-Holstein (Allemagne).

## Histoire
Henri de Rantzau, gouverneur du Holstein pour la couronne danoise et humaniste savant, fait construire le manoir de Nütschau (Castrum Nutzkow) en 1577-1579. Ce manoir de style Renaissance est typique de l'architecture du Holstein. Christian von Brömbsen en fut le propriétaire dans la seconde moitié du XVIIIe siècle et y accueillit Hieronymus Küsel, ancien propriétaire du petit château de Bellevue, après sa faillite.
Le château a reçu un prix pour ses travaux de restauration en 2007.

## Le prieuré
L'Église catholique allemande acquiert ce lieu en 1951 pour les personnes déplacées de la Seconde Guerre mondiale (DP), c'est-à-dire les Allemands expulsés des anciennes province de Prusse-Orientale, province de Prusse-Occidentale, Bohême, province de Silésie, région de Dantzig, etc., et en particulier pour celles faisant partie de familles catholiques sans logis.
L'évêque d'Osnabrück, Mgr Hermann Wilhelm Berning, invite les bénédictins de la congrégation de Beuron à venir s'en occuper. Ceux-ci proviennent de l'abbaye de Gerleve et vouent leur maison, qui deviendra en 1955 un prieuré, à saint Anschaire de Brême (en allemand Ansgar von Bremen).
Nütschau devient un prieuré indépendant en 1975 et comprend aujourd'hui une maison de formation et un foyer pour la jeunesse (la maison Saint-Benoît). Un bâtiment monastique moderne est construit à côté de l'ancien manoir en 1998.